# Валлепьетра
Валлепьетра (итал. Vallepietra) — коммуна в Италии, располагается в области Лацио, в провинции Рим.
Население коммуны составляет 326 человек (2008 г.), плотность населения составляет 6 чел./км². Занимает площадь 52 км². Почтовый индекс — 20. Телефонный код — 0774.
Покровителем коммуны почитается святой Христофор (San Cristoforo), празднование 25 июля.

## Население
Динамика населения:

## Администрация коммуны
- Официальный сайт: http://www.comune-vallepietra.it/